# Centovalli (kommun)
Centovalli är en kommun i distriktet Locarno i kantonen Ticino, Schweiz. Kommunen har 1 098 invånare (2023).
Kommunen bildades den 25 oktober 2009 genom en sammanslagning av kommunerna Borgnone, Intragna och Palagnedra.
I kommunen finns 19 byar, frazioni: Bordei, Borgnone, Calezzo, Camedo, Corcapolo con Salmina, Costa s/Borgnone, Costa/Intragna, Cremaso, Cresto, Golino, Intragna, Lionza, Monadello, Moneto, Palagnedra, Pila, Rasa, Verdasio con Bolle e Sassalto och Vosa.